# Skeleton nos Jogos Olímpicos de Inverno de 2010

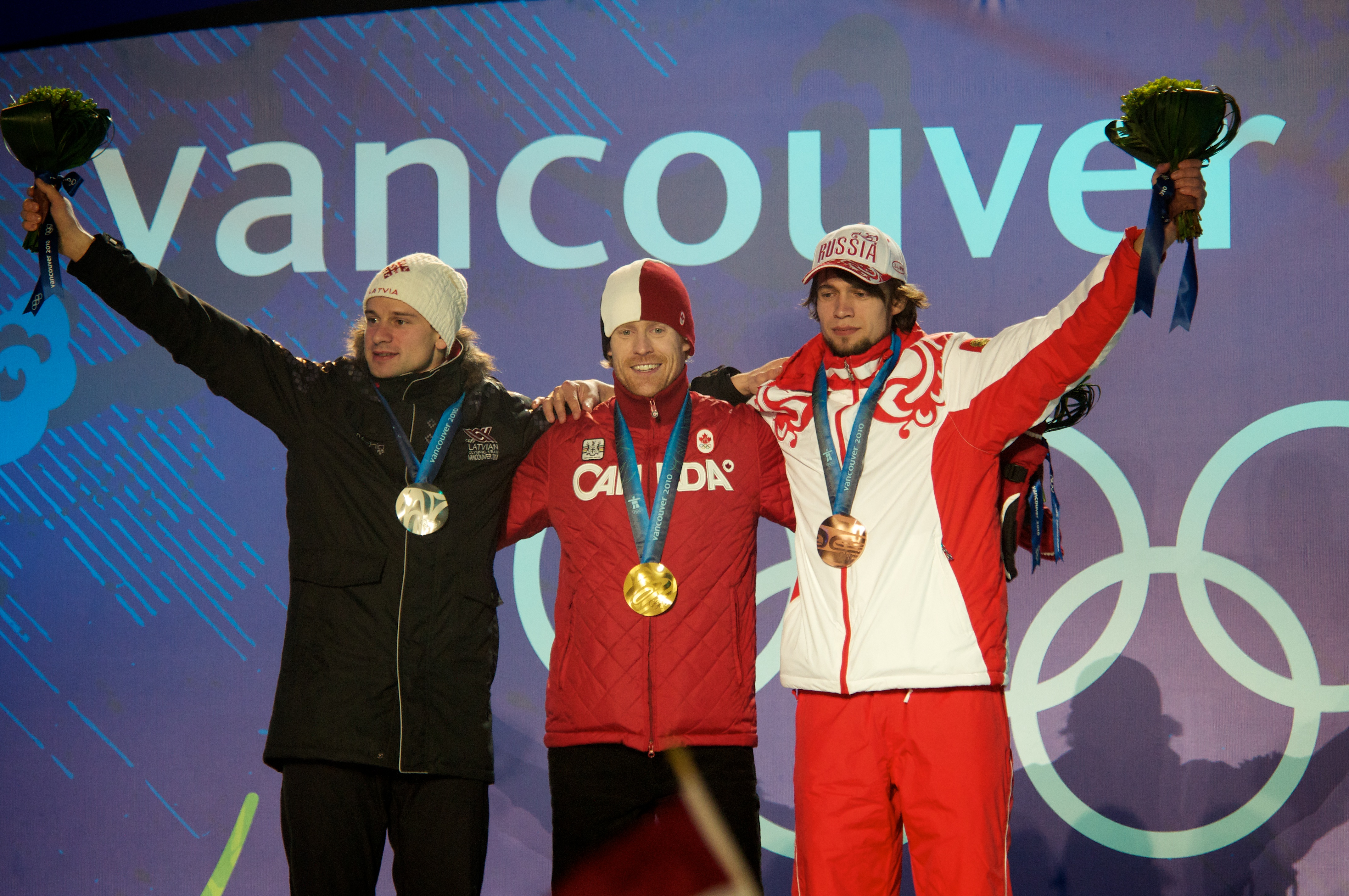
Na foto, 3 medalhistas da competição de Skeleton.

As competições de skeleton nos Jogos Olímpicos de Inverno de 2010 foram realizadas no Whistler Sliding Centre entre 18 e 19 de fevereiro.

## Calendário
| Fevereiro | 12 | 13 | 14 | 15 | 16 | 17 | 18 | 19 | 20 | 21 | 22 | 23 | 24 | 25 | 26 | 27 | 28 |
| --------- | -- | -- | -- | -- | -- | -- | -- | -- | -- | -- | -- | -- | -- | -- | -- | -- | -- |
| Skeleton  |    |    |    |    |    |    |    | 2  |    |    |    |    |    |    |    |    |    |

|  | Dia de competição |  | Dia de final |

## Eventos
- Individual masculino
- Individual feminino

## Medalhistas
| Evento                        | Ouro                          | Prata                           | Bronze                         |
| ----------------------------- | ----------------------------- | ------------------------------- | ------------------------------ |
| Individual masculino detalhes | Jon Montgomery CAN Canadá     | Martins Dukurs LAT Letônia      | Alexander Tretiakov RUS Rússia |
| Individual feminino detalhes  | Amy Williams GBR Grã-Bretanha | Kerstin Szymkowiak GER Alemanha | Anja Huber GER Alemanha        |

## Quadro de medalhas
| Ordem | País             | Medalha de ouro | Medalha de prata | Medalha de bronze |   | Ordem por total |
| ----- | ---------------- | --------------- | ---------------- | ----------------- | - | --------------- |
| 1     | CAN Canadá       | 1               |                  |                   | 1 | 2               |
| 1     | GBR Grã-Bretanha | 1               |                  |                   | 1 | 2               |
| 3     | GER Alemanha     |                 | 1                | 1                 | 2 | 1               |
| 4     | LAT Letônia      |                 | 1                |                   | 1 | 2               |
| 5     | RUS Rússia       |                 |                  | 1                 | 1 | 2               |
| TOTAL | TOTAL            | 2               | 2                | 2                 | 6 | —               |